# Pirapetinga
Pirapetinga là một đô thị thuộc bang Minas Gerais, Brasil. Đô thị này có diện tích 192,23 km², dân số năm 2007 là 10240 người, mật độ 56,2 người/km².